# Lani Pallister
Lani Pallister (Sydney, 6 giugno 2002) è una nuotatrice australiana.

## Carriera
Specializzata nello stile libero, ha vinto la medaglia di bronzo nei 1500m stile libero ai mondiali di Budapest del 2022, terminando la prova dietro alle statunitensi Katie Ledecky e Katie Grimes. Nel dicembre successivo si è laureata campionessa del mondo in vasca corta a Melbourne nei 400, negli 800 e nei 1500 metri stile libero.
Alle Olimpiadi di Parigi 2024 vince la medaglia d'oro nella staffetta 4x200 metri stile libero, siglando peraltro il nuovo record olimpico sulla distanza. A dicembre sale sul gradino più alto del podio anche negli 800 metri stile libero ai mondiali in corta di Budapest.
Vanta due medaglie d'oro ai mondiali in vasca lunga, entrambe vince con la staffetta 4x200 metri stile libero.

## Palmarès
- Giochi olimpici

Parigi 2024: oro nella 4x200m sl.
- Mondiali

Budapest 2022: argento nella 4x200m sl e bronzo nei 1500m sl.
Fukuoka 2023: oro nella 4x200m sl.
Singapore 2025: oro nella 4x200m sl, argento negli 800m sl, bronzo nei 1500m sl.
- Mondiali in vasca corta

Melbourne 2022: oro nei 400m sl, negli 800m sl, nei 1500m sl e nella 4x200m sl.
Budapest 2024: oro negli 800m sl, argento nei 400m sl e nella 4x100m sl, bronzo nella 4x200m sl.
- Giochi del Commonwealth

Birmingham 2022: bronzo negli 800m sl.
- Mondiali giovanili

Budapest 2019: oro nei 400m sl, negli 800m sl e nei 1500m sl, argento nei 200m sl, nella 4x100m sl e nella 4x200m sl.